# Zelindopsis zenia
Zelindopsis zenia là một loài ruồi trong họ Tachinidae.